# Col de La Raya
Le col de la Raya, en espagnol Abra la Raya, est situé au Pérou dans la cordillère la Raya, et marque la limite entre les régions de Cuzco et Puno.

## Géographie

### Localisation

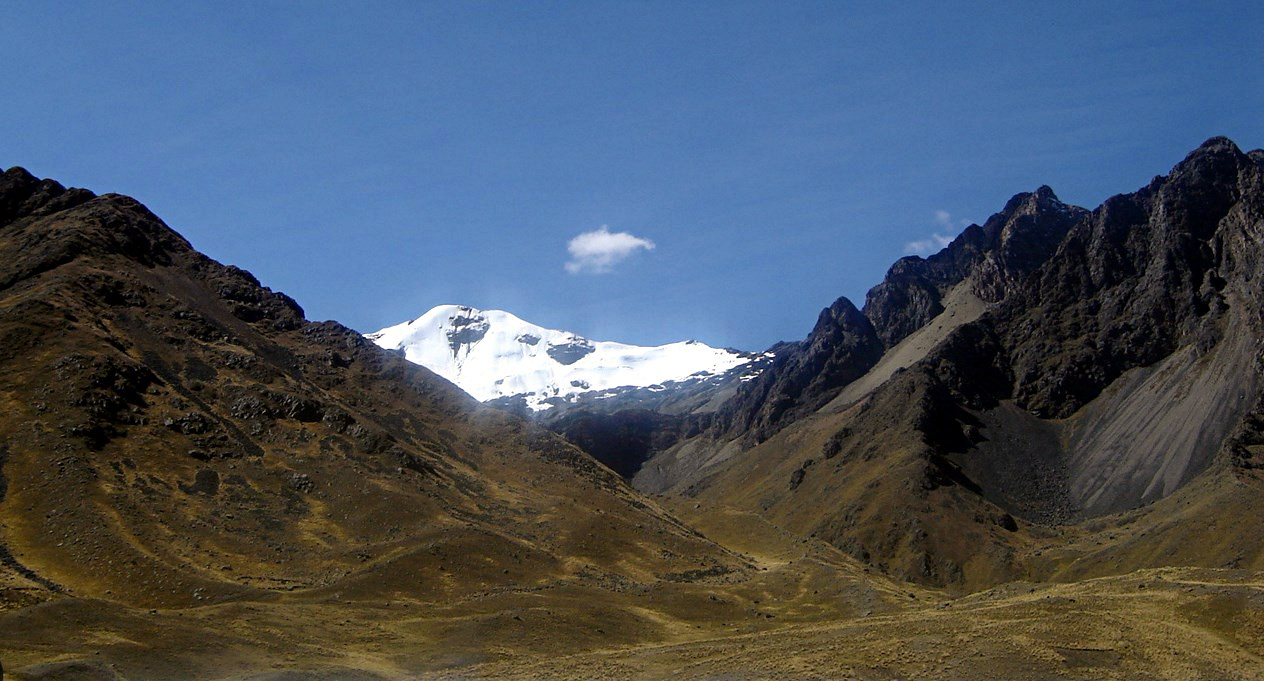
Vue du mont Chimboya ou Chimpulla (5489 m) depuis le col Abra la Raya.

Officiellement, à la frontière des départements, le col se situe à 4 338 m d'altitude, bien que le point le plus haut de la route soit à 4 360 m. Il fait partie de la cordillère la Raya, qui s'étend sur environ 60 km, dans les Andes péruviennes.
Le col offre une très belle vue sur le mont Chimboya (ou Chimpulla ou Chimpuya) à 5 489 m d'altitude.

### Accès routier
Par la route 3S, le col se trouve à :
- 177 km de Cuzco (altitude : 3 310 m) par la vallée de Vilcanota, affluent de l'Amazone ;
- 212 km de Puno (altitude : 3 827 m) par la ville de Juliaca.

Il faut environ 5 heures pour rallier ces deux villes.

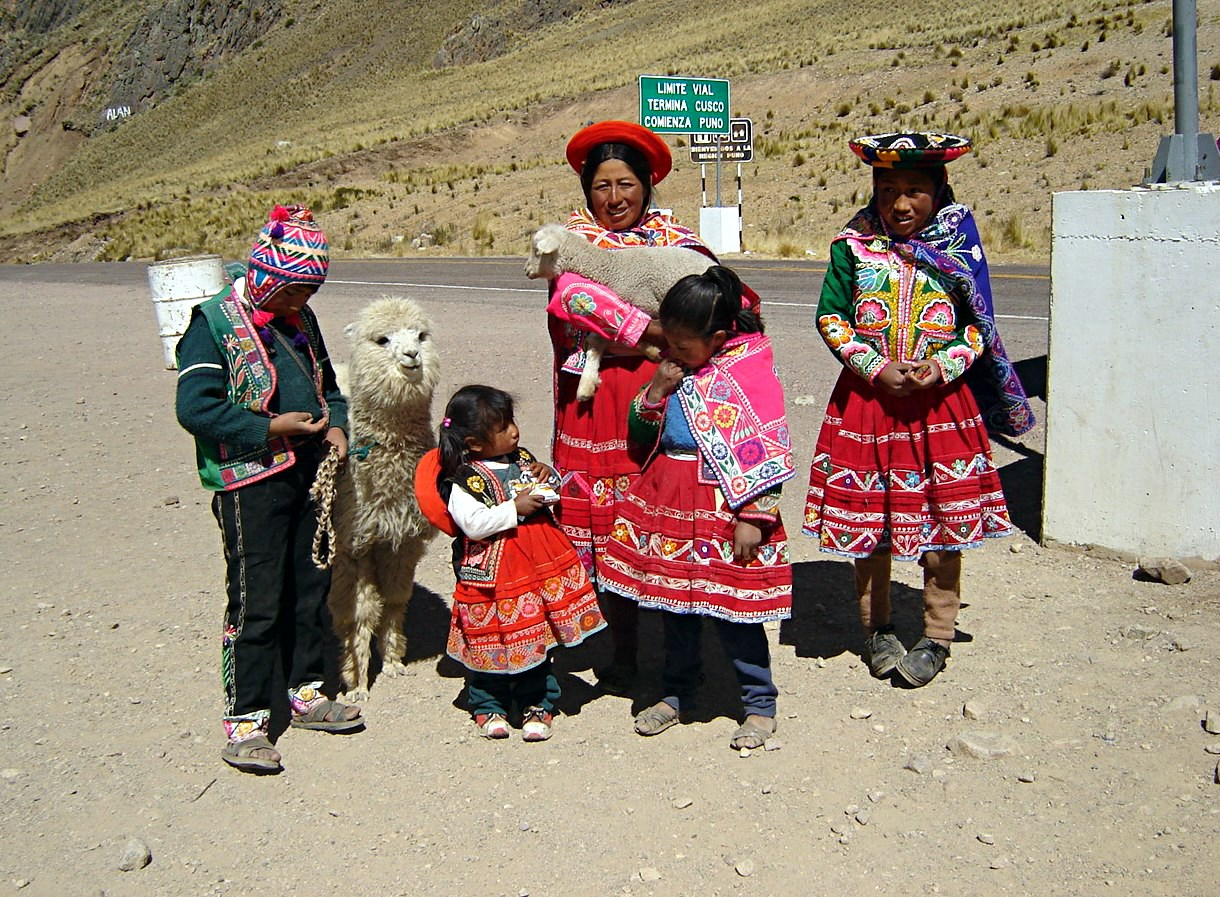
Sur le parking du col, une famille pose pour la photo pour quelques sols.
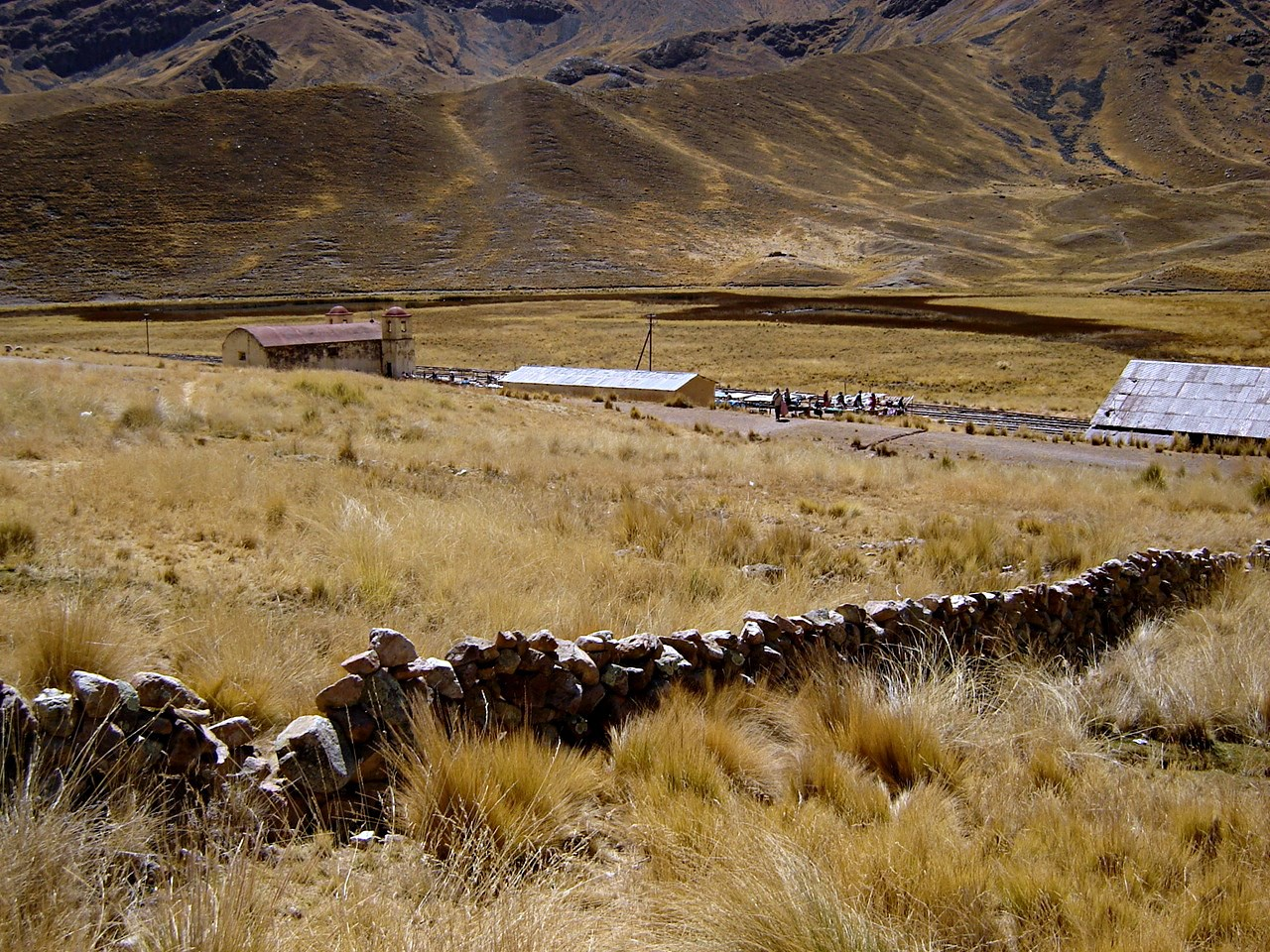
La gare de La Raya vue de la route.
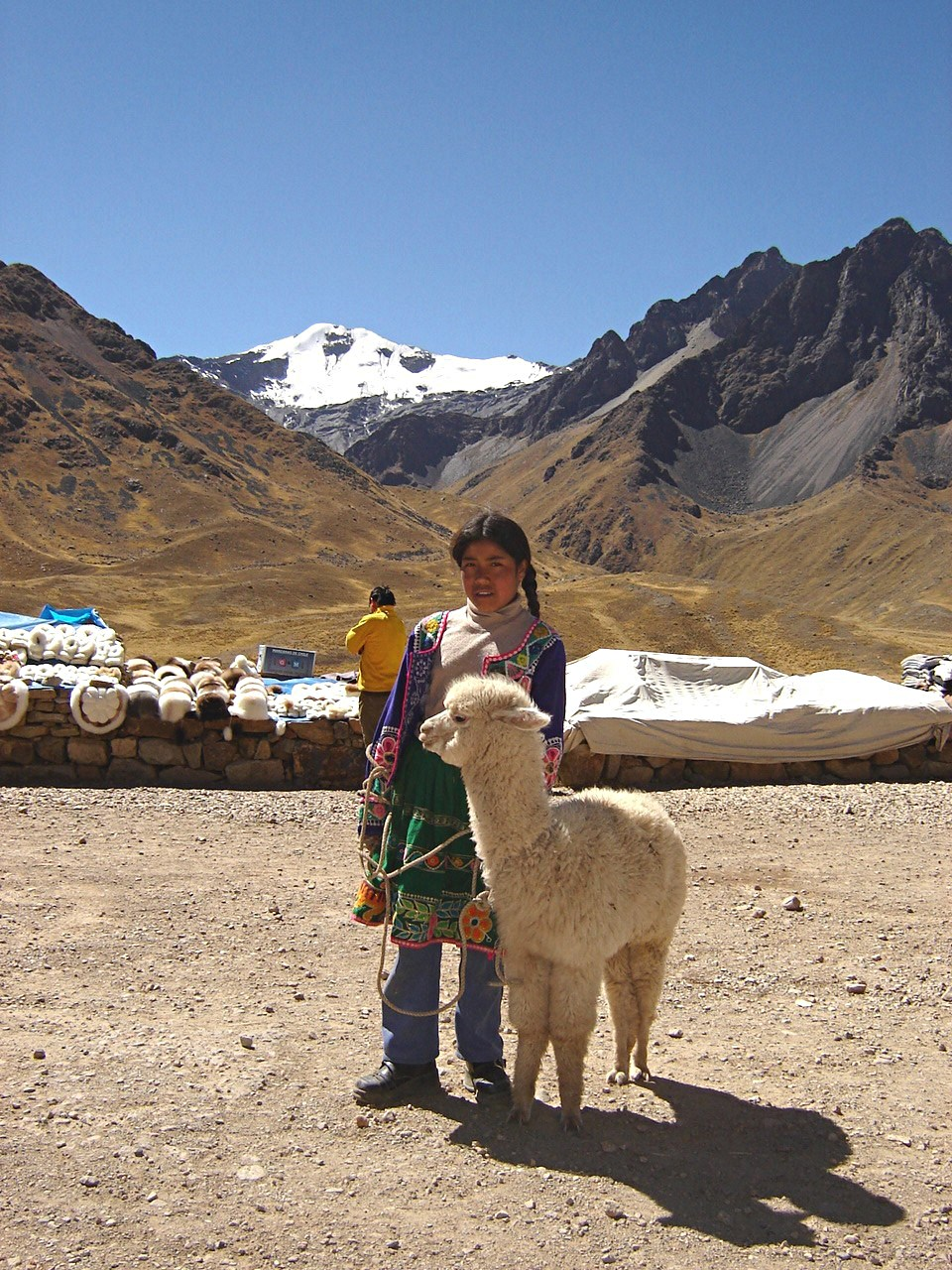
Devant le marché local, une jeune fille avec son alpaga pose pour la photo (avec le mont Chimboya en arrière-plan).

### Accès ferroviaire
L'« Andean Explorer », train de la compagnie Pérurail, relie Cuzco à Puno en 10 heures.
Située à 4 319 m d'altitude, la gare ferroviaire de la Raya n’est pas la plus haute du monde. Au Pérou, la gare de Ticlio trône à 4 818 m ; le record revenant à la gare de Tanggula au Tibet à 5 072 m, altitude suffisante à déclencher le soroche.
À partir de la gare de La Raya, il reste 210 km pour atteindre Puno.

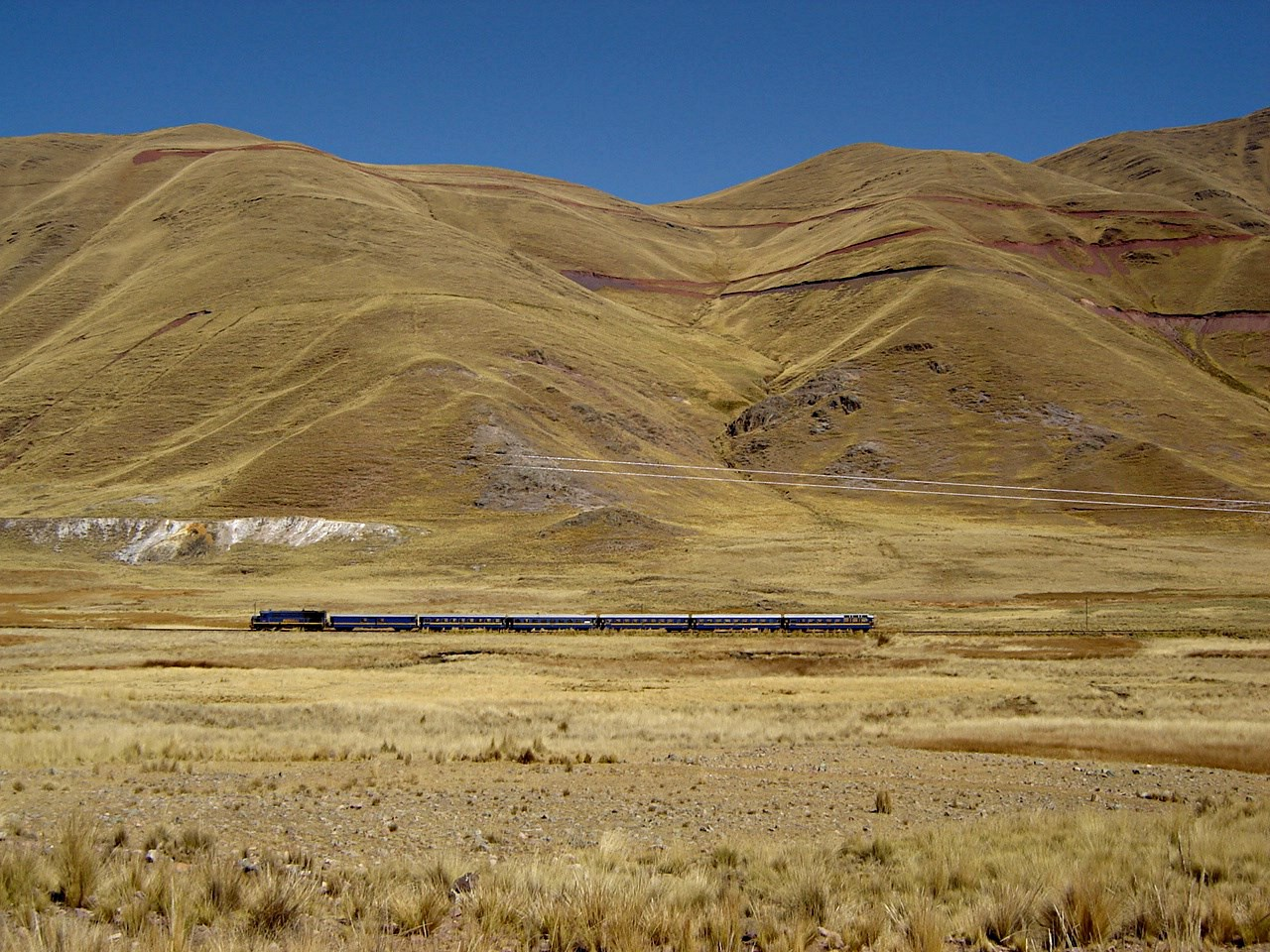
Ascension du train côté Cuzco.
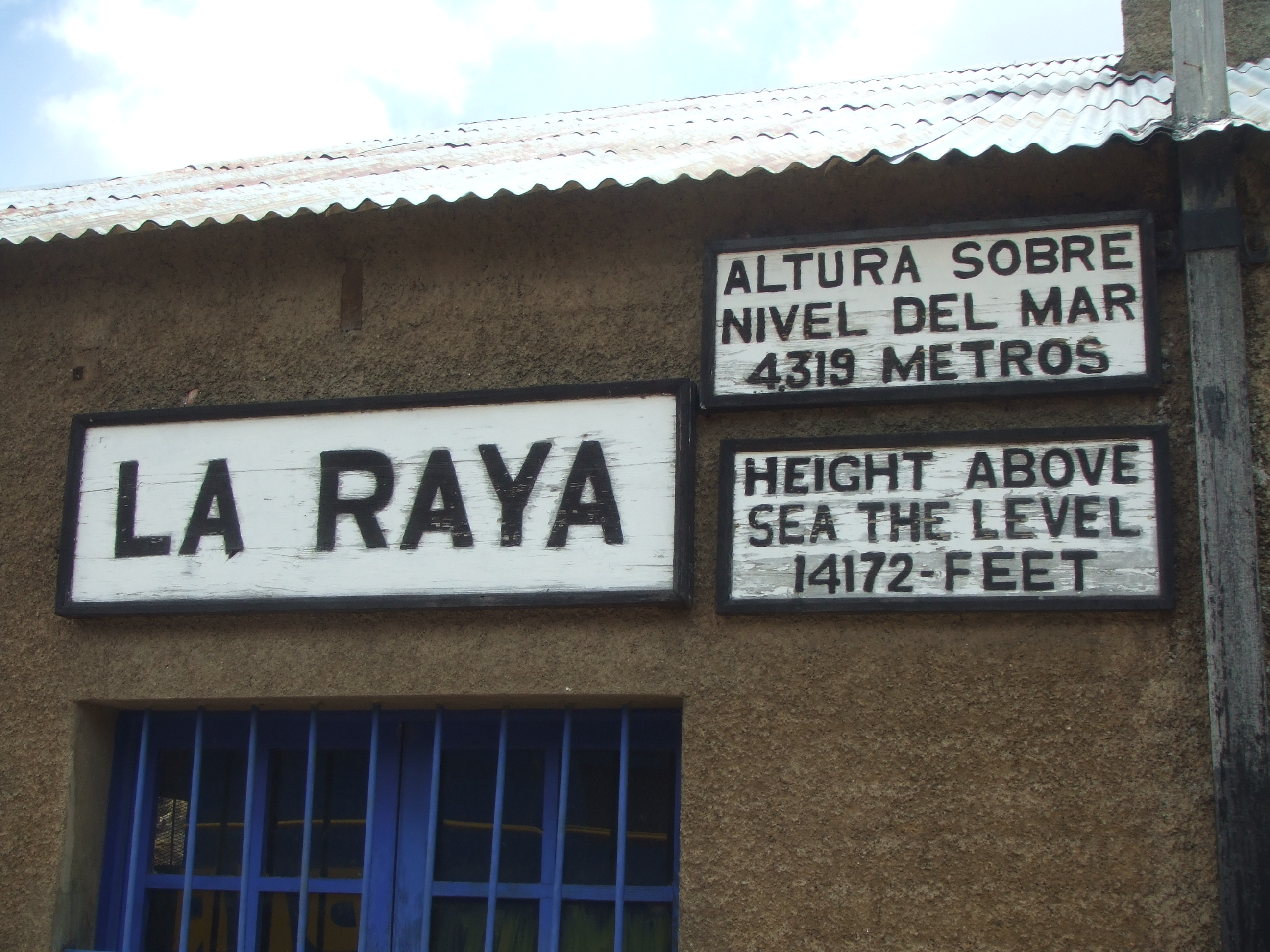
Façade de la gare.
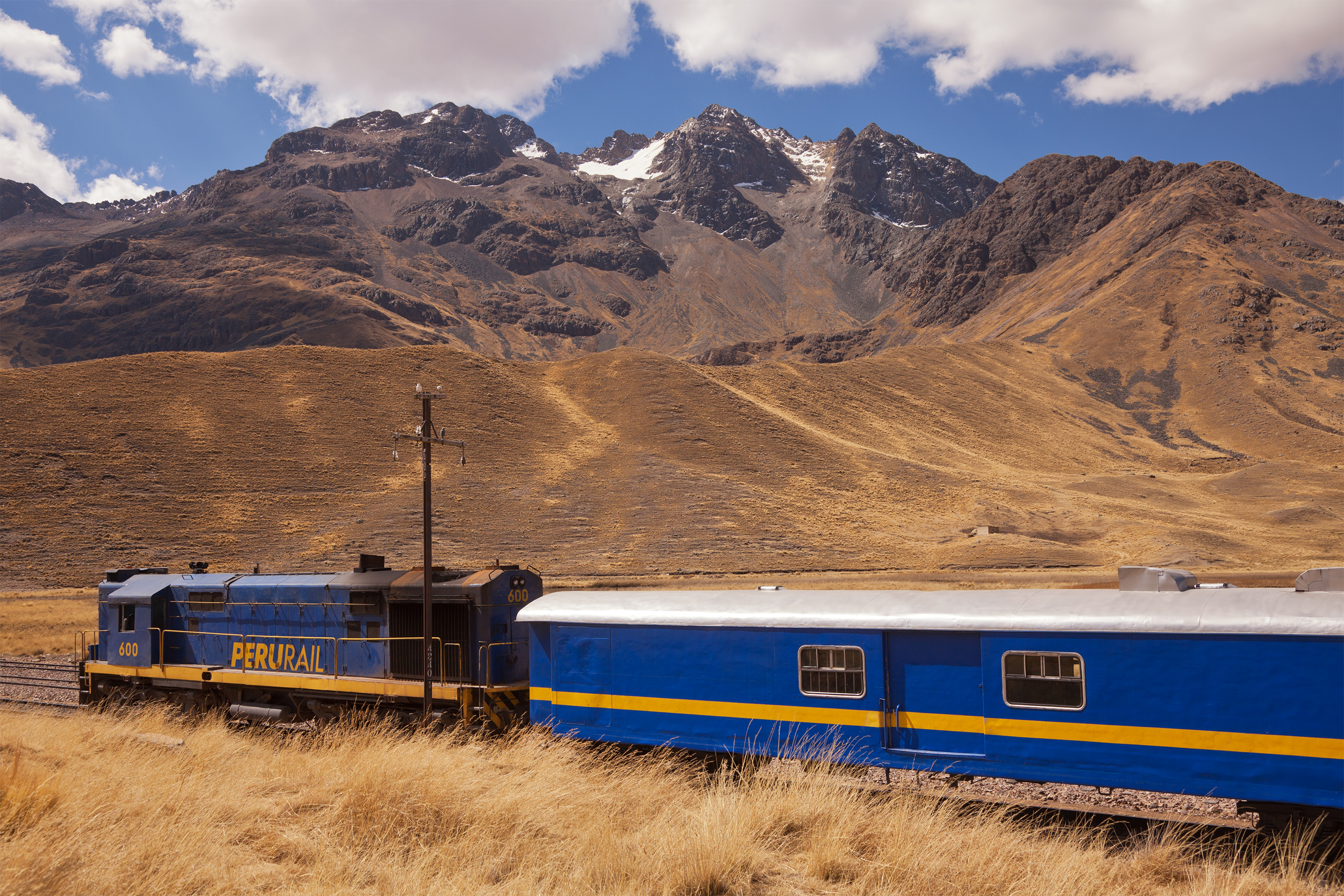
« L’Andean Explorer » au passage du col de la Raya.

## Cinéma
Le col de la Raya est un des lieux de tournage du film Le Grand Bleu réalisé par Luc Besson et sorti en 1988. Durant la scène concernée (de 22 min 40 s à 24 min 37 s), on y voit une jeune femme experte en assurances, Johana (Rosanna Arquette), dans un train venant de Puno, et s'arrêtant en gare de La Raya. Plus tard, arrivée au lac du Démon (en fait filmé au lac de Chardonnet, à Tignes en Savoie) pour son enquête, elle y rencontre un plongeur, Jacques Mayol (Jean-Marc Barr). Le thème musical illustrant cet épisode du film est le 5e morceau de la bande originale du film, sous le titre La Raya.